# Eva Morris
Pour les articles homonymes, voir Morris.
Ne doit pas être confondue avec l'autre supercentenaire Neva Morris
Eva Morris, née à Newcastle-under-Lyme (dans le comté de Staffordshire, Angleterre) le 8 novembre 1885 et morte à Stone le 2 novembre 2000, est une supercentenaire britannique. Elle a été reconnue comme la personne la plus âgée au monde par le Guinness Book des records de décembre 1999 à novembre 2000.

## Biographie
Elle devient la personne la plus âgée du Royaume-Uni à la mort d'Annie Jennings (12 novembre 1884 - 20 novembre 1999).
Eva Morris meurt 6 jours avant de fêter ses 115 ans, pendant son sommeil, dans une maison de retraite de la ville de Stone, dans le comté de Staffordshire. Elle était la dernière personne vivante née en 1885.
Elizabeth Israel (fi), une Dominicaine, prétendait être âgée de 125 ans mais elle n'a pas pu authentifier son certificat de naissance auprès du Guinness Book des records.
Morris attribuait sa longévité au whisky et aux oignons cuits. Ses amies ont rapporté qu'elle pratiquait la bicyclette et fumait de temps en temps une cigarette.
Elle a travaillé comme domestique et s'est mariée dans les années 1930. Elle vécut dans son propre appartement jusqu'à ses 107 ans puis rentra dans une maison de retraite après une infection des poumons. Sa fille unique, Winnie, mourut d'un cancer en 1975 à l'âge de 62 ans.